# Gloria von Thurn und Taxis
Gloria Prinzessin von Thurn und Taxis, ("Fürstin Gloria"), född Mariae Gloria Ferdinanda Gerda Charlotte Teutonia Franziska Margarethe Frederike Simone Johanna Joachima Josefine Wilhelmine Huberta Gräfin von Schönburg-Glauchau 23 februari 1960 i Stuttgart i dåvarande Västtyskland, är en tysk företagsledare och ledande person inom familjen Thurn und Taxis.
Gloria von Thurn und Taxis är dotter till Joachim, greve av Schönburg-Glauchau och till Beatrix, grevinna av Széchenyi de Sárvár-Felsővidék. Hon föddes i Stuttgart men växte upp i Togo och Somalia där hennes far arbetade som journalist. 1970 återvände familjen till Tyskland och Meckenheim. Hon gick senare på flickinternatet Kloster Wald. 1980 gifte hon sig med Johannes Prinz von Thurn und Taxis (1926–1990). Efter makens död tog hon över ledningen av familjekoncernen och inledde omstruktureringar för att rädda det krisdrabbade företaget. Hon auktionerade även ut stora delar av familjens ägodelar för att få bukt med de ekonomiska problemen.
Gloria von Thurn und Taxis är mor till Maria Theresia, Elisabeth och Albert von Thurn und Taxis.

### Fotnoter
1. ↑  Internet Movie Database, IMDb-ID: nm1494419co0047972, läst: 16 oktober 2015.[källa från Wikidata]
2. ↑  Darryl Roger Lundy, The Peerage, The Peerage person-ID: p7819.htm#i78186.[källa från Wikidata]
3. ↑  Munzinger Personen, Munzinger person-ID: 00000019841, läst: 9 oktober 2017.[källa från Wikidata]
4. ↑  Gemeinsame Normdatei, läst: 12 december 2014.[källa från Wikidata]
5. ↑  The Peerage person-ID: p7819.htm#i78186, läst: 7 augusti 2020.[källa från Wikidata]
6. 1 2 3 4 5  Darryl Roger Lundy, The Peerage.[källa från Wikidata]
7. ↑  läs online, www.akv.de , läst: 6 april 2019.[källa från Wikidata]